# دنی کری
دنیل ادوین کری (به انگلیسی: Daniel Edwin "Danny" Carey) (زادهٔ ۹۶ می۱۹۶۱) یک نوازندهٔ درام آمریکایی است که بیشتر به عنوان یکی از اعضای گروه پراگرسیو متال تول شناخته شده‌است. او با هنرمندانی نظیر زائوم، گرین جلی، پیگ‌فیس, اسکینی پتپی، آدریان بلو از کینگ کریمسون, کارول نیز همکاری داشته‌است. وی تاکنون همراه با گروه تول موفق به کسب سه جایزه گرمی شده‌است.